# Horornis
Horornis is een geslacht van vogels uit de familie van de Cettiidae. De wetenschappelijke naam van het geslacht is voor het eerst geldig gepubliceerd in 1845 door Hodgson.

## Taxonomie
De soorten uit dit geslacht zijn afgesplitst van het geslacht Cettia. De volgende soorten zijn bij het geslacht ingedeeld:
- Horornis acanthizoides  – Geelbuikstruikzanger
- Horornis annae  – Palaustruikzanger
- Horornis brunnescens  – Humes struikzanger
- Horornis canturians  – Mantsjoerijse struikzanger
- Horornis carolinae  – Yamdenastruikzanger
- Horornis diphone  – Japanse struikzanger
- Horornis flavolivaceus  – Groene struikzanger
- Horornis fortipes  – Bergstruikzanger
- Horornis haddeni  – Odedi
- Horornis parens  – Makirastruikzanger
- Horornis ruficapilla  – Fijistruikzanger
- Horornis seebohmi  – Luzonstruikzanger